# Statisticus

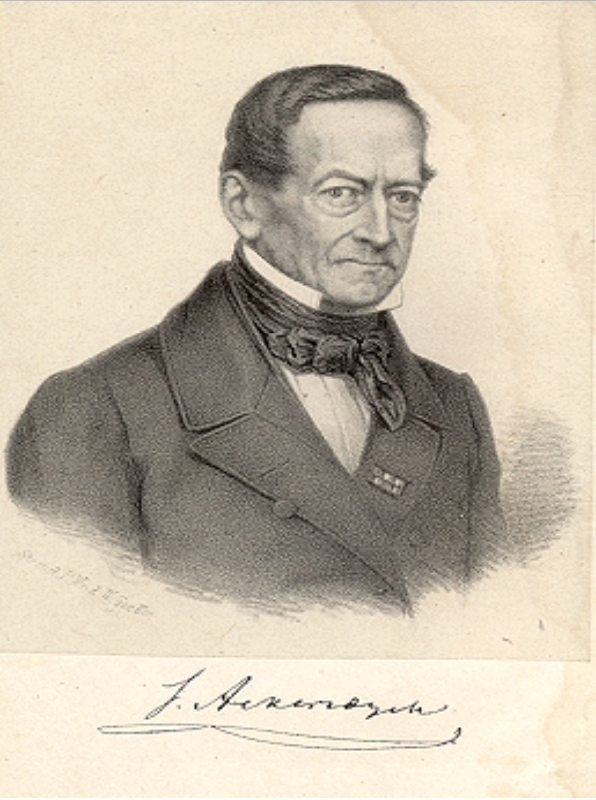
Jan Ackersdijck, een van de eerste geleerden op het gebied van statistiek in Nederland

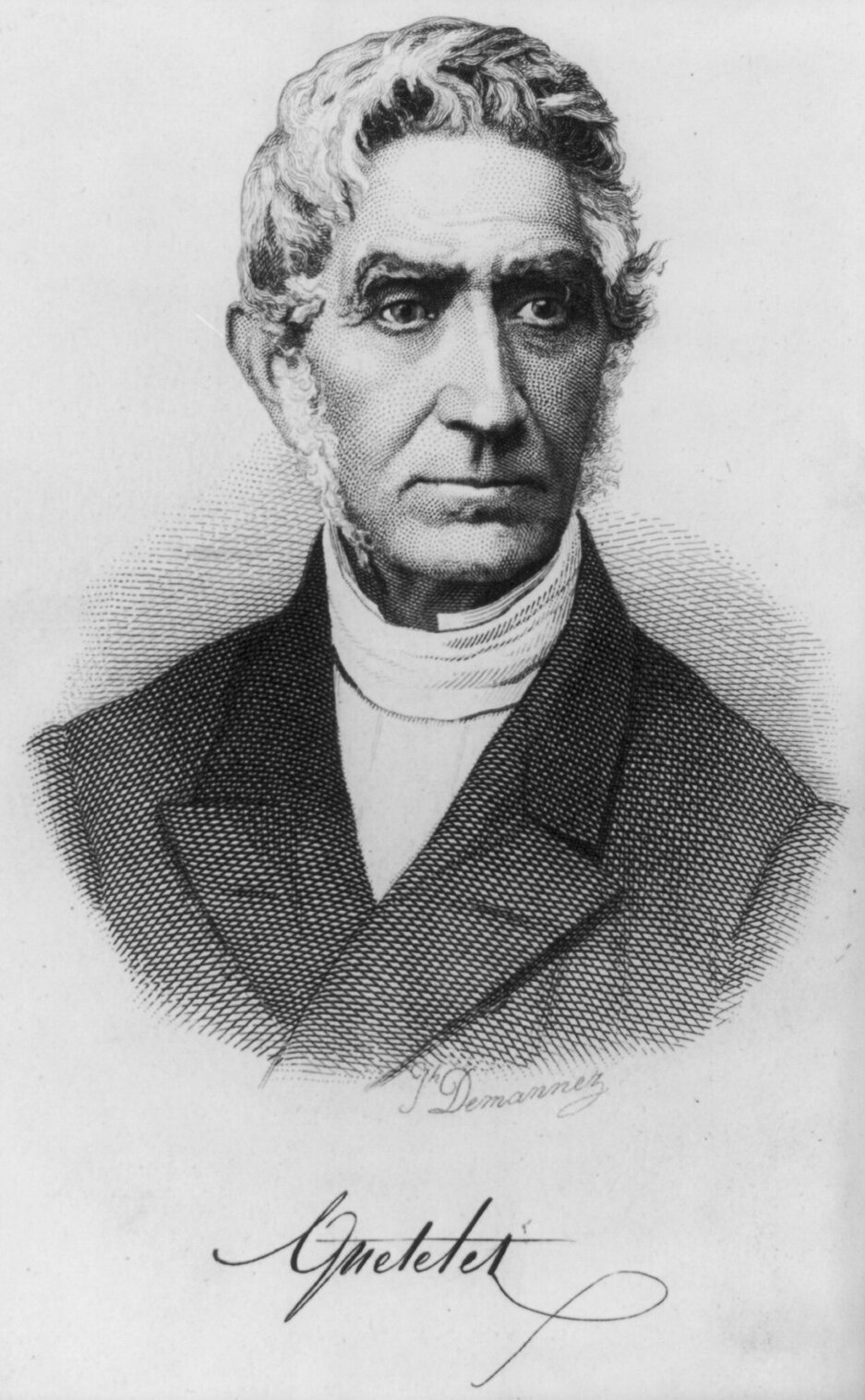
Adolphe Quételet, Belgisch statisticus en een van de eersten die statistische methoden in de sociale wetenschappen toepaste (1796-1874).

Een statisticus is iemand die zich (beroepshalve) bezighoudt met statistiek. Statistici zijn vaak opgeleid in de wiskunde.
Statistici werken onder meer bij banken (voor berekeningen aan beleggingen en rentes), verzekeringsmaatschappijen (voor het analyseren van risico's), pensioenfondsen en onderzoeksinstituten.